# Anthonotha pellegrinii
Anthonotha pellegrinii är en ärtväxtart som beskrevs av Aubrev. Anthonotha pellegrinii ingår i släktet Anthonotha och familjen ärtväxter. Inga underarter finns listade i Catalogue of Life.